# Liste der brasilianischen Botschafter in Kamerun
Die Botschaft befindet sich in Jaunde.
| Ernannt       | Name                          | Bemerkungen | Mensagem Senado Federal | im Senat des Nationalkongress vorgestellt am | ernannt von               | akkreditiert während der Regierung von | Posten verlassen |
| ------------- | ----------------------------- | --- | ----------------------- | -------------------------------------------- | ------------------------- | -------------------------------------- | ---------------- |
| 6. Okt. 1988  | Annunciata Salgado dos Santos | [ 1 ] | MSF 210 de 1988         |                                              | José Sarney               | Luc Ayang                              |                  |
| 9. Sep. 1997  | Bassul Athuil Netto           | [ 2 ] | MSF 125 de 1997         | 13. Aug. 1997                                | Fernando Henrique Cardoso | Peter Mafany Musonge                   |                  |
| 4. Mai 2005   | Roberto Pessôa da Costa       | (* 13. Mai 1940 in Natal) | MSF 104 de 2005         | 19. Apr. 2005                                | Luiz Inácio Lula da Silva | Ephraim Inoni                          |                  |
| 30. Apr. 2009 | Orlando Galvêas Oliveira      | (* 23. Dezember 1942 in Divisa/ES) 1994 Geschäftsträger in Ottawa, 1995 Geschäftsträger in Pretoria, 1998: Botschafter in Windhoek 2002: Botschafter in Bridgetown | MSF 44 de 2009          | 15. Apr. 2009                                | Luiz Inácio Lula da Silva | Philémon Yang                          |                  |
| 3. Dez. 2012  | Nei Futuro Bitencourt         | Auch in N’Djamena akkreditiert. (* 13. Oktober 1957 in Caicón RN) Sohn von Heloisa Futuro Bittencourt und Xamuset Campello Bittencourt                             | MSF 46 de 2012          | 17. Okt. 2012                                | Dilma Rousseff            | Philémon Yang                          |                  |